# Austin Nichols (baloncestista)
Robert Austin Nichols (Memphis, Tennessee, 20 de septiembre de 1994) es un baloncestista estadounidense que en la actualidad se encuentra sin equipo. Con 2,06 metros de estatura, juega en la posición de ala-pívot.

## Trayectoria deportiva

### Universidad
Jugó dos temporadas con los Tigers de la Universidad de Memphis, en las que promedió 11,0 puntos, 5,0 rebotes y 2,2 tapones por partido. En su primera temporada fue elegido Rookie del Año de la American Athletic Conference, mientras que al año siguiente fue incluido en el mejor quinteto de la conferencia.
En el verano siguiente a su temporada sophomore, Nichols pidió ser liberado de su beca, con la intención de poder ser transferido a otra universidad. La universidad le puso innumerables condiciones para ello, aunque finalmente, tras contratar un abogado, Memphis acabó cediendo en sus pretensiones.
En julio de 2015 anunció que era transferido a los Virginia de la Universidad de Virginia. Pero tras cumplir el año de parón que impone la NCAA, sólo jugó un partido, antes de ser despedido el 18 de noviembre de 2016.

#### Estadísticas
| Año     | Equipo   | PJ | PT | MPP  | %TC  | %3P  | %TL   | RPP | APP | ROB | TPP | PPP  |
| ------- | -------- | -- | -- | ---- | ---- | ---- | ----- | --- | --- | --- | --- | ---- |
| 2013–14 | Memphis  | 34 | 34 | 22.8 | .589 | .000 | .536  | 4.3 | 0.5 | 0.4 | 1.2 | 9.3  |
| 2014–15 | Memphis  | 27 | 26 | 29.5 | .497 | .222 | .607  | 6.1 | 1.0 | 0.8 | 3.4 | 13.3 |
| 2016–17 | Virginia | 1  | 0  | 16.0 | .571 | .000 | 1.000 | 3.0 | 0.0 | 0.0 | 0.0 | 11.0 |

### Profesional
Tras no ser elegido en el Draft de la NBA de 2017, regresó a su ciudad natal y donde había salido por la puerta de atrás de su universidad, y tras reconocer que se había equivocado en las formas que utilizó, se unió a los Memphis Hustle de la NBA G League.